# آراتانا (۲)
آراتانا (به لاتین: Arattana) یک منطقهٔ مسکونی در سری‌لانکا است که در استان مرکزی (سری‌لانکا) واقع شده‌است.